# Krzyż Świętego Floriana
Krzyż Świętego Floriana – polskie cywilne odznaczenie państwowe ustanowione 17 grudnia 2021, nadawane przez Prezydenta RP na wniosek ministra spraw wewnętrznych szczególnie zasłużonym i wyróżniającym się członkom Ochotniczej Straży Pożarnej. Jest nagrodą za wybitne osiągnięcia w realizacji zadań wynikających z bycia członkiem OSP. Patronem krzyża jest Święty Florian. Wśród polskich odznaczeń zajmuje miejsce za Lotniczym Krzyżem Zasługi, a przed Medalem za Ofiarność i Odwagę. Odznaczeniem niższej rangi, nadawanym członkom OSP za wzorowe wykonywanie obowiązków jest Odznaka Świętego Floriana „Za Zasługi dla Społeczności Lokalnej”, który jest odznaczeniem resortowym nadawanym przez ministra spraw wewnętrznych.
Krzyża tego nie należy mylić z odznaczeniem ustanowionym 14 lipca 2021 przez ZOSPRP pod nazwą Krzyż Rycerski za Męstwo, Ratowanie Życia i Ochronę Mienia, a nieoficjalnie zwanym Krzyżem Rycerskim Świętego Floriana (gdyż taka nazwa jest wygrawerowana na odznace), ani z odznaczeniem małopolskich strażaków-ochotników ustanowionym w 2013 roku – Krzyżem Zasługi Orderu św. Floriana.

## Opis
Odznaką Krzyża Świętego Floriana jest srebrzony i oksydowany krzyż o rozpiętości ramion wynoszącej 38 mm, który ma formę sześcioramiennego krzyża gwiaździstego. Na jego górnym ramieniu znajduje się orzeł zgodny z wzorem określonym w ustawie z dnia 31 stycznia 1980 r. o godle, barwach i hymnie Rzeczypospolitej Polskiej oraz o pieczęciach państwowych. W centrum krzyża znajduje się wizerunek św. Floriana w zbroi, patrzący w górę i trzymający chorągiew w lewej ręce oraz naczynie z wylewaną wodą w prawej ręce. Krzyż posiada wrzecionowate uszko i kółko do zawieszenia, a między ramionami krzyża znajdują się stylizowane płomienie.
Na odwrotnej stronie krzyża, boczne ramiona są zakończone stylizowanymi żeleźcami toporków strażackich, a w centrum krzyża widnieje wypukły majuskułowy napis ułożony w sześciowierszowej pionowej kolumnie: "W/JED/NO/ŚCI/SI/ŁA".